# Idlib (pokrajina)
Pokrajina Idlib (arap. مُحافظة ادلب‎ / ALA-LC: Muḥāfaẓat Idlib) je jedna od 14 sirijskih pokrajina. Nalazi se na sjeverozapadu Sirije, uz granicu s Turskom pokrajinom Hatay (na sjeveru). Na istoku se nalazi pokrajina Alep, na jugu pokrajina Hama, a na zapadu pokrajina Latakija. Površina pokrajine, ovisno o izvoru, iznosi između 5.933 km² i 6.097 km². Glavni grad pokrajine je Idlib.

## Zemljopis
Zapadni dijelovi pokrajine dosežu dolinu Al-Ghab, kroz koju teče rijeka Oront. Regija je prijelazno područje između šumovitih planina u primorju i Sirijske pustinje na istoku. Visočje Jabal Zawiya nalazi se u južnom središnom dijelu pokrajine.

### Naselja
Idlib je glavni grad pokrajine, a druga veća naselja su Idlib, Abu al-Duhur, Al Hamdaniyah, Ariha, Harem, Jisr al-Shughur, Kafrsajna, Khan Shaykhun, Ma'arrat al-Nu'man, Salqin, Saraqib i Taftanaz.

### Okruzi i nahije
Pokrajina je podijeljena u 5 okruga i 26 nahija (u zagradama je broj nahija u okrugu):
- Okrug Ariha (3)
  - Nahija Ariha
  - Nahija Ihsim
  - Nahija Muhambal
- Okrug Harem (6)
  - Nahija Harem
  - Nahija Al-Dana
  - Nahija Salqin
  - Nahija Kafr Takharim
  - Nahija Qurqania
  - Nahija Armanaz
- Okrug Idlib (7)
  - Nahija Idlib
  - Nahija Abu al-Duhur
  - Nahija Binnish
  - Nahija Saraqib
  - Nahija Taftanaz
  - Nahija Maarrat Misrin
  - Nahija Sarmin
- Okrug Jisr al-Shughur (4)
  - Nahija Jisr al-Shughur
  - Nahija Bidama
  - Nahija Darkush
  - Nahija Al-Janudiyah
- Okrug Ma'arrat al-Nu'man (6)
  - Nahija Ma'arrat al-Nu'man
  - Nahija Khan Shaykhun
  - Nahija Sinjar
  - Nahija Kafr Nabl
  - Nahija Al-Tamanah
  - Nahija Hish

## Stanovništvo
Prema popisu iz 2004., u pokrajini je živjelo 1.258.400 stanovnika. Procjena UNOCHA iz 2011. daje broj od 1.501.000 stanovnika, no u međuvrmeneu je značajan dio raseljen zbog rata.